# ヌビア遺跡
アブ・シンベルからフィラエまでのヌビア遺跡群（Nubian Monuments from Abu Simbel to Philae）は、エジプト南部のナイル川流域にある、アブ・シンベルからフィラエまでの古代エジプト文明の遺跡。
1960年代、エジプトでナイル川流域にアスワン・ハイ・ダムの建設計画が持ち上がったが、このダムが完成すると、ヌビア遺跡が水没する危機が懸念された。初代文化大臣だったサルワト・オカーシャが国際社会の協力で遺跡の保護をできないのかと、これを受けて、ユネスコが、ヌビア水没遺跡救済キャンペーンを開始。だが、支援金集めは順風満帆ではなかった。そこで、世界各地に古代エジプトの展覧会を開催。日本では、1965年に東京国立博物館でツタンカーメン展で開催し、大反響となった。世界の60ヶ国の援助により、技術支援、考古学調査支援などが行われた。
これがきっかけとなり、開発から歴史的価値のある遺跡、建築物、自然等を国際的な組織運営で守ろうという機運がうまれ、1972年11月16日、ユネスコのパリ本部で開催された第17回ユネスコ総会で世界の文化遺産および自然遺産の保護に関する条約（世界遺産条約）が満場一致で成立。1975年、20ヶ国が条約を締結し、正式に発効した。ヌビア遺跡群も1979年、文化遺産として登録された。
集団墓所には59体の大人と子供の遺骨が見つかっており、遺骨の一部には強く叩かれた跡や、骨の中に突き刺さった矢じりの跡があるものがある。この遺跡は紀元前12000年から紀元前4500年前にかけてのものと推定されている。このような発見から、先史時代の生活が自然との戦いだけではなく、他の人間との戦いでもあったことが窺われる。

## 概要

### アブ・シンベル神殿
1964年から1968年の間に、正確に分割されて、約56m上方の丘に移築された。

### フィラエ神殿（イシス神殿）
1972年から1980年の間に、フィラエ島からアギルキア島に移築された。

### カラブシャ神殿
アスワンの南約50キロのナイル川西岸に建てられていたが、1970年に現在の位置（アスワン・ハイ・ダムの近く）に移築された。

## 登録基準
この世界遺産は世界遺産登録基準のうち、以下の条件を満たし、登録された（以下の基準は世界遺産センター公表の登録基準からの翻訳、引用である）。
- (1) 人類の創造的才能を表現する傑作。
- (3) 現存するまたは消滅した文化的伝統または文明の、唯一のまたは少なくとも稀な証拠。
- (6) 顕著で普遍的な意義を有する出来事、現存する伝統、思想、信仰または芸術的、文学的作品と直接にまたは明白に関連するもの（この基準は他の基準と組み合わせて用いるのが望ましいと世界遺産委員会は考えている）。